# Os Cisnes Selvagens
Os Cisnes Selvagens (em dinamarquês:  De vilde svaner) é um conto de fadas literário de Hans Christian Andersen sobre uma princesa que resgata seus 11 irmãos de um feitiço lançado por uma rainha do mal.
O conto foi publicado pela primeira vez em 2 de outubro de 1838, em Eventyr, fortalte for Børn. Første Samling. por C. A. Reitzel em Copenhague, Dinamarca. Foi adaptado para várias mídias, incluindo balé, televisão e cinema.